# Trenntransformator
Als Trenntransformator wird im engeren Sinne ein Netztransformator bezeichnet, der die Netzspannung im Verhältnis 1 : 1 auf eine Sekundärwicklung überträgt, welche durch eine sogenannte Schutztrennung (galvanische Trennung) von der Netzspannung führenden, auf Erdpotential bezogenen Primärwicklung getrennt ist. Das wird durch eine verstärkte oder doppelte Isolierung erreicht.

## Bauformen

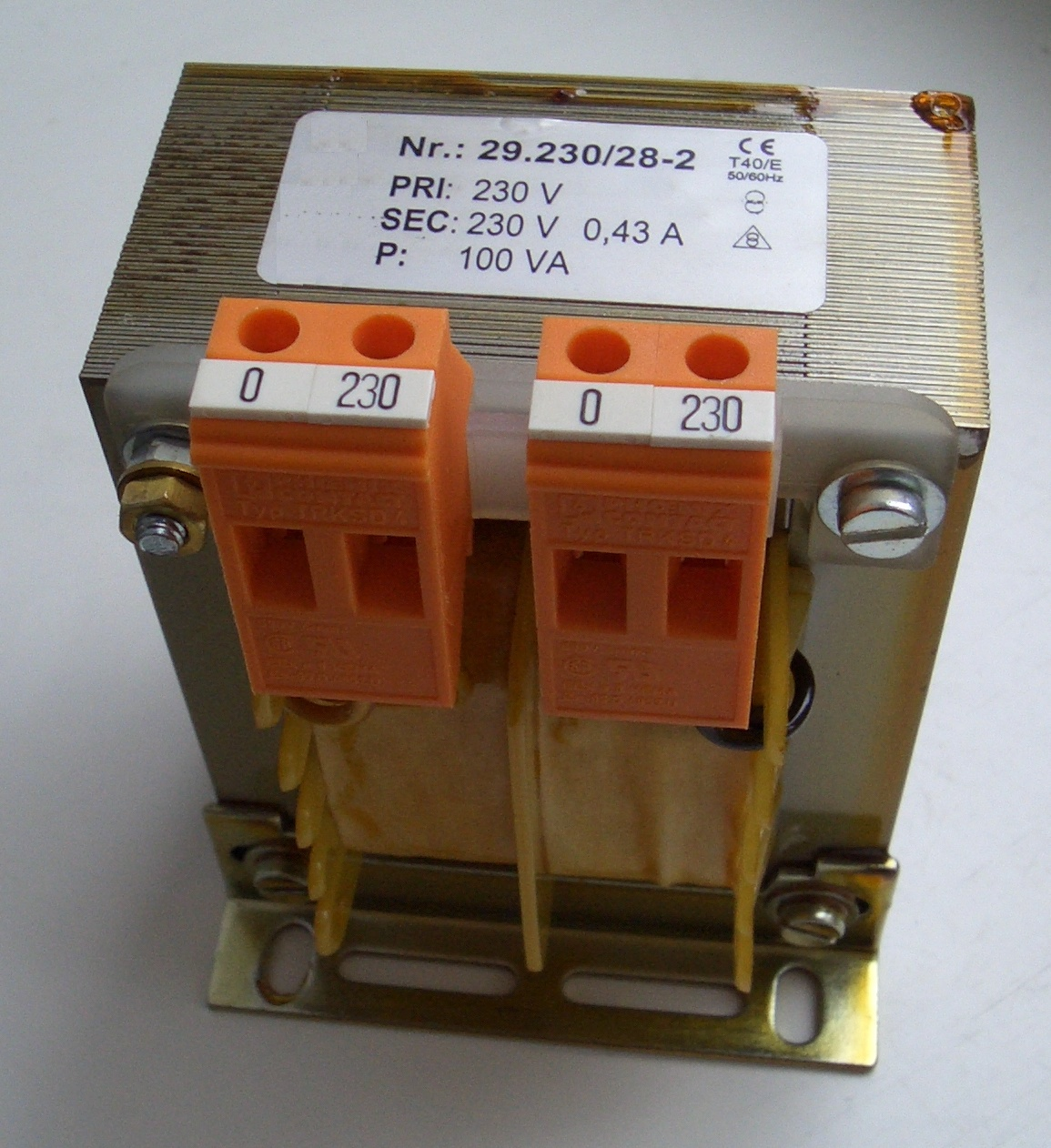
Trenntransformator für 230 V und einer Scheinleistung von 100 VA. Unter den Anschlussklemmen sind die beiden durch einen Isoliersteg elektrisch getrennten Wickelkammern für Primär- und Sekundärwicklung zu erkennen.

Bildzeichen nach IEC 60417: Trenntransformator

Es gibt einphasige Trenntransformatoren, in Europa üblicherweise für 230 V ausgelegt, und Trenntransformatoren für Dreiphasenwechselstrom für die in Europa üblichen 400 V.
Allgemein ist jeder Transformator mit getrennten Wicklungen ein Trenntransformator mit einer galvanischen Trennung zwischen den gewöhnlicherweise platzsparend übereinander gelegten Wicklungen, zwischen denen sich eine Isolierung von zwar ausreichender elektrischer, jedoch meist geringer mechanischer Festigkeit befindet. Dies wird nicht als ausreichend sicher für den Personenschutz angesehen. Bei Trenntransformatoren nach Normvorschrift sind Primär- und Sekundärwicklung dagegen in getrennten Wickelkammern am magnetischen Kern untergebracht.

## Anwendungen
Die Begriffe Trenntransformator (Energietechnik) und Trennübertrager (Nachrichtentechnik) sollten nicht verwechselt werden, da Transformatoren und Übertrager nach unterschiedlichen Gesichtspunkten entwickelt werden. Trenntransformatoren sind für optimale Energieübertragung bei einer Frequenz (meist 50 Hz oder 60 Hz) gebaut, wohingegen Übertrager meist für breitbandige Signalübertragung und hohe Linearität konstruiert werden. Bei Übertragern kommen meist Bifilar- oder Trifilar-Wicklungen zum Einsatz, die für eine Erweiterung und Linearisierung des Übertragungsbereiches sorgen. Für Niederfrequenzsignale werden Trennübertrager verwendet, um eine galvanische Trennung zur Vermeidung von Erdschleifen und damit verbundenen Brummstörungen zu vermeiden und – sofern erforderlich – auch eine Netztrennung herzustellen. Hier und in der Nachrichtentechnik nennt man diese „Transformatoren“ Übertrager.
Netz-Trenntransformatoren werden eingesetzt, um Energienetze voneinander zu trennen. Der Einsatz erfolgt oft in Werkstätten und Laboratorien, um etwa Reparaturarbeiten und Experimente ungefährdet durchführen zu können, sowie zum Betrieb von Allstromgeräten, um bei Arbeiten an netzspannungsgespeisten Geräten oder Ausrüstungen die Gefahr eines Stromschlages zu verringern:
Man erzeugt eine nicht mit der Erde verbundene Ausgangsspannung, die Potentialdifferenz zur Erde kann jeden beliebigen Wert bis zur Isolationsfestigkeit (in der Regel 4 kV) annehmen, ohne dass bei Berührung eines einzelnen Leiters auf der Sekundärseite ein Strom durch den Körper gegen Erde abfließen kann.
Trennstelltransformatoren sind als Ringkerntransformator ausgeführt, und mit einem verstellbaren Schleifer kann eine beliebige Ausgangswechselspannung von typisch 0–300 V abgenommen werden. Neben der Funktion als Trenntransformator kann damit eine Unter- und Überspannungssituation für eine zu untersuchende Baugruppe vorgegeben werden. Gegenüber einem Netzsimulator kann die Kurvenform und Frequenz nicht beeinflusst werden.
In der Medizintechnik und zum erdfreien Betrieb von Messgeräten, deren Eingänge oder Ausgänge auf Gehäuse-/Schutzleiter-Potential bezogen sind, werden ebenfalls Trenntransformatoren eingesetzt.

## Sicherheitshinweise
- Trenntransformatoren schützen nicht vor einem Stromschlag, wenn man beide Ausgangspole der Sekundärseite gleichzeitig berührt.
- Trenntransformatoren schützen nicht vor Hochspannung oberhalb ihrer Isolationsfestigkeit (zum Beispiel der Bildröhren-Anodenspannung).
- Ein in der Hausinstallation in Stromflussrichtung vorher angeordneter FI-Schalter wirkt nicht auf die am Trenntransformator an der Sekundärseite angeschlossenen Verbraucher. Sehr wohl ist es allerdings möglich, nach einem Trenntransformator einen funktionsfähigen FI zu installieren, indem der Neutralleiter vor diesem FI aufgetrennt und aus der entstehenden zweiten Ader ein Schutzleiter gebildet wird.

Um den Schutz zu gewährleisten, darf keine elektrische Verbindung der Sekundärseite mit Erdpotential bzw. dem Schutzleiter oder anderen Leitern der Primärseite betriebsmäßig vorhanden sein. Nur dann kommt es bei Berührung einer der Leitungen der Sekundärseite zu keinem Stromfluss. Werden beide Leitungen der Sekundärseite berührt, bekommt man den maximal möglichen Stromschlag. Wird die Sekundärseite geerdet, dann ist die Schutzwirkung aufgehoben. Eine Erdung und damit Aufhebung der Schutzwirkung kann unabsichtlich mit einem Oszilloskop oder anderen Geräten passieren, deren Masse mit Erde verbunden ist. Der Transformatorkern kann geerdet sein.
Ist die Spannung so hoch, dass es zu einem Überschlag auf den anderen Anschluss der Sekundärseite kommen kann, dann nützt ein Trenntrafo nichts, weil auch hier der Stromkreis geschlossen wird.
Beim Anschluss von zwei Geräten am Trenntransformator müssen die Gehäuse der Verbraucher miteinander auf ein erdfreies gleiches Potenzial geführt werden (erdfreier örtlicher Potentialausgleich). Ist das eine Gehäuse mit dem einen Ausgang der Sekundärwicklung verbunden und das andere Gehäuse mit dem anderen Ausgang, dann passiert beim Anfassen eines Gehäuses nichts. Werden aber beide Gehäuse gleichzeitig angefasst, dann liegt dort maximale Betriebsspannung an und man erhält den maximal möglichen Stromschlag. In Reparaturwerkstätten muss jedoch jedes Gerät an einen separaten Trenntransformator angeschlossen werden.